# Phoenix Technologies
La Phoenix Technologies Ltd (NASDAQ: PTEC) è una azienda produttrice di software per BIOS. Fondata nel 1979 ed ha la sua sede principale a Boston.
In collaborazione con l'IBM ha sviluppato la specifica El Torito.

## HyperSpace
Nel novembre del 2007 l'azienda ha presentato la tecnologia HyperSpace in grado di estendere le funzionalità dei firmware EFI.
Tramite questa tecnologia è possibile utilizzare lettori multimediali, messaggistica istantanea, VoIP, programmi per la gestione del sistema o collegarsi alla rete sia tramite cavo che senza fili. HyperSpace contiene anche un gestore di macchine virtuali denominato HyperCore, basato su Linux.
I rivali di questa tecnologia sono: FlashMate, di Silicon Storage Technology, Insyde Software e SplashTop, di DeviceVM (quest'ultima implementata da ASUS).